# استان اوئایلاس
استان اوئایلاس (به اسپانیایی: Provincia de Huaylas) یک استان در پرو است که در منطقه انکاش واقع شده‌است. استان اوئایلاس ۲٬۲۹۳ کیلومتر مربع مساحت و ۵۱٬۳۳۴ نفر جمعیت دارد.